# Fonds d'investissement alternatif
Pour les articles homonymes, voir FIA (homonymie).
 (juillet 2024).
Un Fonds d'investissement alternatif, ou FIA, est un instrument financier constitué de capitaux mis en commun par des investisseurs en vue d'un ou plusieurs investissements déterminés et dont ils confient la gestion à un gestionnaire de fonds dans un cadre juridique relativement souple. La Definition en est donnée par l'article 4, paragraphe 1, point a) i) de la Directive 2011/61/UE sur les gestionnaires de fonds d’investissement alternatifs (Directive GFIA):

« organismes de placement collectif, y compris leurs compartiments d’investissement, qui (i) lèvent des capitaux auprès d’un certain nombre d’investisseurs en vue de les investir, conformément à une politique d’investissement définie, dans l’intérêt de ces investisseurs; et (ii) ne sont pas soumis à agrément au titre de l’article 5 de la directive 2009/65/CE »

— Directive 2011/61/UE
Cette notion apparaît dans le contexte de la Directive GFIA qui donne un cadre réglementaire harmonisé pour les gestionnaires de fonds alternatif de l'Union qui gèrent des FIA. À noter que cette Directive ne réglemente pas les FIA et se limite à les définir.

## Contexte législatif et réglementaire
La Directive GFIA fut adoptée dans le contexte des difficultés survenues sur les marchés financiers, notamment durant la crise économique de 2008, qui mirent en évidence le fait que les stratégies de nombreux gestionnaires étaient vulnérables à l’égard de certains ou plusieurs risques importants, en rapport avec les investisseurs, d’autres participants aux marchés et les marchés eux-mêmes.
Par conséquent, cette Directive s'applique aux gestionnaires gérant tout type de fonds ne relevant pas de la directive 2009/65/CE relative aux organismes de placement collectif en valeurs mobilières (OPCVM), quelles que soient les modalités juridiques ou contractuelles en vertu desquelles les gestionnaires sont chargés de cette responsabilité.
Pour rappel, un gestionnaire de fonds d’investissement alternatif (GFIA) est une personne morale dont l’activité régulière consiste à gérer un ou plusieurs FIA et dont l'exercice est soumis à l'autorisation préalable par l'autorité nationale de l'État membre habilitée. Les GFIA sont régis par la loi nationale de leur État membre respectif et soumis à la surveillance prudentielle de leurs autorités nationales respectives dont le rôle est de s’assurer que les GFIA respectent de façon permanente toutes les dispositions légales, réglementaires et contractuelles relatives à leur organisation et à leur fonctionnement, dans le but d’assurer la protection des investisseurs et la stabilité du système financier.

## Les passeports européens en matière de gestion et de distribution
Le principal bénéfice réglementaire issue de la Directive GFIA résulte de l'application des principes de liberté d'établissement et de libre prestation de services découlant du Traité sur le fonctionnement de l'Union européenne qui introduit deux passeports européens permettant aux GFIA de gérer ("passeport gestion") et de commercialiser auprès de clients professionnels ("passeport commercialisation") des FIA dans tous les États membres de l'Union européenne et de l’Espace économique européen,,.

## Les éléments d'appréciation de la qualification deFIA
Outre le fait de ne pas être soumis à agrément au titre de l’article 5 de la directive 2009/65/CE, c'est-à-dire ne pas être un OPCVM, il y a quatre principaux éléments à considérer afin de déterminer si une entité légale est un FIA:

### Organisme de placement collectif
Une entité, si elle réunit les caractéristiques suivantes, sera considérée comme un organisme de placement collectif visé à l'article 4, paragraphe 1, point a), de la directive GFIA:
- l'entreprise n'a pas un objet commercial ou industriel général ;
- l'organisme mutualise des capitaux levés auprès de ses investisseurs aux fins d'un investissement réalisé en vue de générer un rendement collectif pour lesdits investisseurs; et
- les porteurs de parts ou les actionnaires de l'entité - en tant que groupe collectif - n'ont pas de pouvoir discrétionnaire ou de gestion courants[10].

### Levée de capitaux
L'activité commerciale consistant à faire prendre des mesures directes ou indirectes par un organisme ou une personne ou entité agissant pour son compte (généralement, le GFIA) pour obtenir le transfert ou l'engagement de capitaux par un ou plusieurs investisseurs au bénéfice de l'entité et en vue de les investir conformément à une politique d'investissement définie, et assimilable à l'activité de levée de capitaux visée à l'article 4, paragraphe 1, point a) i), de la Directive GFIA.

### Un nombre d’investisseurs
Une entité à laquelle son droit national, son règlement ou ses documents constitutifs ou toute disposition ayant un effet juridique contraignant n’interdisent pas de lever des capitaux auprès de plus d’un investisseur doit être assimilée à une entité levant des capitaux auprès d’un certain nombre d’investisseurs au sens de l’article 4, paragraphe 1, point a) i), de la Directive GFIA et ce, même en présence d'un seul investisseur.

### Une politique d’investissement définie
Une entité disposant d’une politique relative aux modalités de gestion des capitaux regroupés en son sein en vue de générer un rendement collectif pour les investisseurs auprès desquels les capitaux ont été levés doit être assimilée à une entité disposant d’une politique d’investissement définie au sens de l’article 4, paragraphe 1, point a), de la directive GFIA. l'article 4, paragraphe 1, point a) i), de la Directive GFIA.

## Classification des FIA
Les FIA (articles L214-24 à L214-190-3-1 du CMF) sont des instruments financiers de la catégorie des titres financiers qui constituent des placements collectifs (articles L214-1 à L214-191 du CMF). Les FIA sont les fonds d'investissement relevant de la directive 2011/61/ UE du Parlement européen et du Conseil du 8 juin 2011. On distingue :
- Les FIA ouverts à des investisseurs non professionnels (articles L214-24-24 à L214-142 du CMF [archive]) :
  - FIVG (Fonds d'investissement à vocation générale)
  - Fonds de capital investissement (FCPR, FCPI, FIP)
  - OPCI (sous forme de SPPICAV ou de FPI (fonds de placement immobilier))
  - SCPI, SEF (Sociétés d'épargne forestière) et GFI (groupements forestiers d'investissement)
  - SICAF (Sociétés d'investissement à capital fixe)
  - FFA (Fonds de fonds alternatifs)
- Les FIA ouverts à des investisseurs professionnels (articles L214-143 à L214-162-21 du CMF [archive]) :
  - Les fonds agréés :
    - FPVG (Fonds professionnels à vocation générale)
    - Organismes professionnels de placement collectif immobilier

  - Les fonds déclarés :
    - FPS (Fonds professionnels spécialisés). Les FPS peut prendre différentes formes :
      - une société d'investissement à capital variable (SICAV), dénommée SIPS (société d'investissement professionnelle spécialisée) ;
      - un fonds commun de placement (FCP), dénommé FIPS (fonds d'investissement professionnel spécialisé) ;
      - une société en commandite simple (SCS), dénommée SLP (société de libre partenariat).
      - ou, par dérogation à l'article 1842 du code civil et à l'article L. 210-6 du code de commerce : une société en commandite simple sans personnalité morale, dénommée SLPS (société de libre partenariat spéciale.

    - FPCI (Fonds professionnels de capital investissement) : il s'agit de fonds de capital investissement particuliers qui prennent la forme de FCP ou de SICAV dénommées "sociétés de capital investissement" (SOCAI). Un FPCI ne peut se placer sous le régime des FPS qu'avec l'accord exprès de chaque porteur de part.

- Les fonds d'épargne salariale (FCPE, SICAVAS)

- Les organismes de titrisation ou de financement
- Les FIA non mentionnés ci-dessus sont appelés "Autres FIA" sont des FIA "par objet" (et non "par nature"), comme les SCI, SA ou SAS à prépondérance immobilière remplissant les 4 critères d'un FIA

### FIA ouvert et FIA fermé
L'une des premières distinctions relève du caractère ouvert ou fermé d'un FIA, ces termes sont issus de la pratique anglo-saxonne et on parlera de "open-ended fund" ou "closed-ended fund".
Dans la construction du régime applicable aux sociétés de gestion de l'Union Européenne, cette caractéristique est listée dès 1985 dans les considérants de la toute première Directive OPCVM I (aujourd'hui abrogée):

« considérant que, dans un premier stade, il convient de limiter la coordination des législations des États membres aux organismes de placement collectif de type autre que « fermé » qui offrent leurs parts en vente au public dans la Communauté et qui ont pour unique objet d'investir en valeurs mobilières (celles-ci étant essentiellement les valeurs mobilières officiellement cotées en bourse ou sur des marchés réglementés de même nature) »

— Directive 85/611/CEE, p.1
En résumé, un fonds ouvert est un fonds "autre que fermé" "dont les parts sont, à la demande des porteurs, rachetées ou remboursées, directement ou indirectement, à charge des actifs de ces organismes" ce qui implique une certaine liquidité des actifs sous gestion.
Dans un fonds fermé, les parts ou actions du fonds ne sont ni rachetées, ni remboursées avant l'écoulement d'une période prédéterminée afin de donner suffisamment de temps aux investissements pour produire un rendement et cela allant de pair avec des investissements "illiquides" tel un projet immobilier ou en capital-investissement (private equity).